# 路易·圣洛朗
路易·史蒂芬·圣洛朗（Louis Stephen St. Laurent）（1882年2月1日—1973年7月25日），魁北克省法裔加拿大人，加拿大自由党政治人物。1948年-1957年出任总理，在任加拿大總理期间推动了加拿大于1949年加入北约，以抵制共产主义。

## 早年生活
1882年2月1日生于魁北克省的康普顿的一个小商人家庭。父亲是法裔加拿大人，开店为生；母亲是爱尔兰人。这使得他在英法双语环境中成长。1905年毕业于拉瓦尔大学，获得了法学学士学位。大学毕业后的圣洛朗一直从事律师职业，直到1914年，他的母校拉瓦尔大学聘请他担任该校法律系教授。他在公司法和宪法方面的研究卓著，使他成为加拿大最受尊重的辩护律师之一。1930年至1932年，他担任加拿大律师协会主席。

## 进入政界
圣洛朗的父亲一直是自由党的忠实支持者，特别是对前总理威尔弗里德·劳雷尔极度地忠诚和信服。父亲的政治倾向也影响了他。然而作为自由党的支持者，年轻时的圣洛朗却对政治兴趣不大，而是更专注于他的律师职业和美满的家庭生活。他成为魁省最出色的律师之一，他的才华得到保守党总理阿瑟·米恩的赏识，于1926年邀请他加入保守党内阁。
1941年，联邦司法部长、负责魁省事务的部长Ernest Lapointe去世，由于急需来自魁省的部长取代Ernest Lapointe的位置，平衡联邦与魁省的矛盾，自由党总理威廉·莱昂·麦肯齐·金·召回圣洛朗，担任战争时期的政府司法部长。当时的圣洛朗已届六十岁，已经想退出法律界、颐养天年。他认为自己进入政坛只是临时性的策略，最终还将回到魁北克，接受了总理的任命。1944年，总理金决定征召军人前往二战前线，引起了一些法裔加拿大人的反对，在魁省爆发了“征兵危机”。自由党内部也产生分歧。圣洛朗是支持征兵参战的一小部分自由党人之一。总理金对于他的忠诚和支持非常感激，他力劝圣洛朗留在联邦政府，帮助政府重建战后国际秩序，任命他为对外事务部长(即后来的外交部)。
在担任对外事务部长期间，圣洛朗代表加拿大参加了联合国代表大会的成立。他指出了联合国在战时没有军队，导致对各国战争监管不力，因此建议成立一个联合国部队，用以维持战争国家的和平。

## 担任總理
总理麦肯齐·金在执政后期力劝圣洛朗成为他的接班人。他确信圣洛朗作为一个英法双语的领导人，可以整合自由党以及国家的团结。1948年，麦肯齐·金·退休，他不动声色地劝说党内资深部长支持圣洛朗成为新的领导人。在1948年的自由党内部选举中，圣洛朗赢得自由党领袖之职，并接任加拿大总理，他的矜持、威严、腼腆、慈祥、平和，使他深受加拿大人爱戴，声望日渐高涨，人们甚至亲切地称他为“路易大叔”。在1949年的联邦大选中，自由党成功击退乔治·德鲁领导的保守党，继续着自由党连续执政二十二年的辉煌。

### 外交贡献
圣洛朗的内阁在国际舞台上扩大了加拿大在战后全球秩序重组上的所扮演的角色，1949年，加拿大加入北大西洋公约组织，派兵参与朝鲜战争及联合国军。圣洛朗内阁中的外交事务部长莱斯特·皮尔逊促成了联合国维和部队的成立，并以此方法成功解决了苏伊士运河危机。皮尔逊因此赢得1956年的诺贝尔和平奖，并最终成为圣洛朗的接班人。

### 内政举措
而在加拿大国内，圣洛朗执政期间促成纽芬兰省加入加拿大联邦，制定了新的社会和工业政策。圣洛朗政府对加拿大进行了谨慎的改革，开始实行征税、建立了支持艺术发展的加拿大委员会、扩大社会福利计划如家庭福利和老年退休金等的发放范围、引入了医疗保险的最初雏形。
政府同时参与了多项大型公共建设，如横贯加拿大高速公路、横贯加拿大输油管线、圣劳伦斯河海运等。然而，这些大型项目的巨额投资也使自由党政府的声望下降，执政二十二年的自由党政府在1957年时已略显衰老和疲态。1956年，加拿大掀起了对横贯加拿大输油管线建设的争议，导致公众对政府耗用巨资不满。

## 隐退生活
1957年，约翰·迪芬贝克领导的保守党在大选中以微弱优势战胜自由党，保守党在议会256席中获得112个议席，自由党获得102个议席。然后，获得25个议席的第三方政党——国民合作党投向保守党，使保守党得以组成少数党政府。
75岁的圣洛朗在担任了一段时间的反对党领导后，最终决定退出政府舞台，由他最为得力的部长莱斯特·皮尔逊继任自由党领袖。
退休后的圣洛朗专注于对法律的研究及享受家庭生活，和他的孙儿孙女们共享天伦之乐。1973年7月25日于魁北克城去世，享年91岁。葬于康普顿圣托马斯·阿奎那公墓。

## 家庭生活
1908年与珍妮·雷诺(1886-1966)结婚，婚后育有两子三女。